# Fimbristylis albicans
Fimbristylis albicans är en halvgräsart som beskrevs av Christian Gottfried Daniel Nees von Esenbeck. Fimbristylis albicans ingår i släktet Fimbristylis och familjen halvgräs. Inga underarter finns listade i Catalogue of Life.